# Christmas Lights
Christmas Lights (englisch für „Weihnachtsbeleuchtung“) ist ein Lied der britischen Rockband Coldplay, das im November 2010 erschien.

## Entstehung und Veröffentlichung
Das Lied wurde gemeinsam von den Coldplay-Mitgliedern Guy Berryman, Jonny Buckland, Will Champion und Chris Martin getextet, komponiert sowie produziert. Bei der Produktion erhielt die Band Unterstützung durch Brian Eno und Rik Simpson.
Die Veröffentlichung von Christmas Lights wurde erstmals am 24. November 2010 von Coldplay selbst angekündigt. Die Erstveröffentlichung erfolgte schließlich als Single am 26. November 2010 bei Parlophone. Diese erschien als digitaler Einzeltrack zum Download (Katalognummer: 693525980). Im Dezember 2016 erschien eine Liveversion auf der EP Live from Spotify London. Zum zehnjährigen Jubiläum erschien am 4. Dezember 2020 eine 7″-Single mit der B-Seite Have Yourself a Merry Little Christmas (Katalognummer: R 6906 / 77805).

## Musikvideo
Die Diskussionen über die Pläne für das dazugehörige Musikvideo begannen etwa einen Monat vor seiner Veröffentlichung. Der ursprüngliche Plan war, ein einfaches Video in der Oxford Street zu drehen, da dieser Ort im Text des Liedes erwähnt wird. Danach wurden viele andere Optionen geprüft, wie z. B. ein ähnliches Video wie das der Beatles zu „All You Need Is Love“, mit der Band und Freunden im Studio, aber diese Idee wurde verworfen, da Coldplay mitten in der Produktion von „Mylo Xyloto“ steckten und dies den Fluss der Aufnahmen stören könnte. Eine andere Idee für das Video war, in der Willesden Music Hall zu filmen. Schließlich beschlossen sie, die Designerin Misty Buckley zu dem Projekt einzuladen, und die Ideen für das endgültige Video begannen Gestalt anzunehmen. Nach einem Treffen im Studio „The Bakery“ standen alle Ideen fest, und es fehlte nur noch der Ort für die Dreharbeiten. Einige der vorgeschlagenen Orte waren die Tunnel unter Waterloo und das Dach von John Lewis. Fünf Tage vor dem Dreh des Videos entschied man sich jedoch für die South Bank, um eine Zeile über das Zusammentreffen von Meer und Stadt einzubinden.
Coldplay begannen am 24. November 2010 mit den Dreharbeiten für das Musikvideo. Es beginnt mit dem Einschalten eines Plattenspielers und einem Kameraschwenk über ein mehrfarbiges Klavier, dann die vier Bandmitglieder, die auf einem Holzboden liegen. Martin beginnt, die erste Strophe zu singen, während die Kamera schwenkt und herauszoomt, um das Klavier zu zeigen – das nun neben ihm steht – und dann zurück. Martin hat seine Position gewechselt, und der Rest der Band ist nun nicht mehr zu sehen. Martin erhebt sich vom Boden und beginnt auf dem Klavier zu spielen, das sich nun auf einer Außenbühne vor der Themse befindet. Der Vorhang öffnet sich und gibt den Blick auf den Rest der Band frei, die das Lied gemeinsam spielt, begleitet von einem Feuerwerk und drei Geige spielenden Elvis-Presley-Imitatoren (die von Freunden der Band gespielt werden: dem Schauspieler Simon Pegg, dem „fünften Mitglied“ von Coldplay Phil Harvey und Tim Crompton – Freund der Band und Frontmann von The High Wire). Im Musikvideo treten hundert Fans der Band auf, die von einem Boot auf der Themse aus bunte Luftballons steigen lassen und dabei einen Teil des Liedes mitsingen. Über der Bühne steht auf Lateinisch „Credo Elvem Etiam Vivere“ geschrieben, was „Ich glaube, dass Elvis noch lebt“ heißt. Dies hängt wahrscheinlich mit den drei Elvissen zusammen, die in dem Video auftreten, was wiederum mit dem Text des Liedes zusammenhängt.
Das Video wurde von Mat Whitecross gedreht, einem langjährigen Freund der Band und Regisseur mehrerer anderer Musikvideos von Coldplay, wie Bigger Stronger, Lovers in Japan, Paradise und später Adventure of a Lifetime sowie der Coldplay-Dokumentation A Head Full of Dreams (2018). Nur wenige Stunden nach der Veröffentlichung des Videos wurde es von YouTube entfernt, nachdem die IFPI einen Verstoß gegen das Urheberrecht geltend gemacht hatte, obwohl das Video auf einem der offiziellen Kanäle von Coldplay zu sehen war. Schließlich wurde es jedoch wieder hochgeladen.
Coldplay veröffentlichte drei Making-of-Videos auf ihrer iTunes-Ping-Site, die die Entstehung des Musikvideos zeigen. Ein weiteres Video wurde auf ihrer Website veröffentlicht, das eine Vorschau auf das Musikvideo und den Song selbst sowie weiteres „Making-of“-Material zeigt. Ursprünglich war man davon ausgegangen, dass „Christmas Lights“ ein Song aus dem fünften Studioalbum Mylo Xyloto sein würde, doch das offizielle Fan-Frage-Antwortsystem The Oracle von Coldplay bestätigte zweimal, dass dies nicht der Fall ist.

## Kommerzieller Erfolg

### Chartplatzierungen
Christmas Lights avancierte zum Top-10-Hit in Italien (Rang 2), Finnland (Rang 3), den Niederlanden (Rang 7), Belgien-Wallonien und Norwegen (je Rang 8), Belgien-Flandern (Rang 9), Dänemark und der Schweiz (Rang 10). Darüber hinaus avancierte das Lied zum Nummer-eins-Hit in den britischen Vinyl-Singlecharts.
Chartplatzierungen

| Periode   | Höchstplatzierung, GesamtwochenChartplatzierungen (Periode, Platzierungen, Wochen) | Höchstplatzierung, GesamtwochenChartplatzierungen (Periode, Platzierungen, Wochen) | Höchstplatzierung, GesamtwochenChartplatzierungen (Periode, Platzierungen, Wochen) | Höchstplatzierung, GesamtwochenChartplatzierungen (Periode, Platzierungen, Wochen) | Höchstplatzierung, GesamtwochenChartplatzierungen (Periode, Platzierungen, Wochen) |
| Periode   | DE                                                                                 | AT                                                                                 | CH                                                                                 | UK                                                                                 | US                                                                                 |
| --------- | ---------------------------------------------------------------------------------- | ---------------------------------------------------------------------------------- | ---------------------------------------------------------------------------------- | ---------------------------------------------------------------------------------- | ---------------------------------------------------------------------------------- |
| 2010/11   | DE26 (4 Wo.)DE                                                                     | AT17 (4 Wo.)AT                                                                     | CH10 (4 Wo.)CH                                                                     | UK13 (5 Wo.)UK                                                                     | US25 (3 Wo.)US                                                                     |
| 2011/12   | —                                                                                  | AT55 (4 Wo.)AT                                                                     | —                                                                                  | UK65 (3 Wo.)UK                                                                     | —                                                                                  |
| 2012/13   | —                                                                                  | —                                                                                  | —                                                                                  | UK96 (1 Wo.)UK                                                                     | —                                                                                  |
|           |                                                                                    |                                                                                    |                                                                                    |                                                                                    |                                                                                    |
|           |                                                                                    |                                                                                    |                                                                                    |                                                                                    |                                                                                    |
| 2014/15   | —                                                                                  | —                                                                                  | —                                                                                  | UK93 (1 Wo.)UK                                                                     | —                                                                                  |
| 2015/16   | DE88 (1 Wo.)DE                                                                     | —                                                                                  | —                                                                                  | UK75 (3 Wo.)UK                                                                     | —                                                                                  |
| 2016/17   | DE73 (1 Wo.)DE                                                                     | AT51 (1 Wo.)AT                                                                     | CH89 (1 Wo.)CH                                                                     | UK48 (4 Wo.)UK                                                                     | —                                                                                  |
| 2017/18   | DE52 (2 Wo.)DE                                                                     | AT44 (2 Wo.)AT                                                                     | CH60 (2 Wo.)CH                                                                     | UK31 (4 Wo.)UK                                                                     | —                                                                                  |
| 2018/19   | DE38 (2 Wo.)DE                                                                     | AT31 (2 Wo.)AT                                                                     | CH46 (1 Wo.)CH                                                                     | UK47 (4 Wo.)UK                                                                     | —                                                                                  |
| 2019/20   | DE44 (1 Wo.)DE                                                                     | AT39 (1 Wo.)AT                                                                     | CH60 (1 Wo.)CH                                                                     | UK29 (4 Wo.)UK                                                                     | —                                                                                  |
| 2020/21   | DE26 (5 Wo.)DE                                                                     | AT27 (4 Wo.)AT                                                                     | CH80 (2 Wo.)CH                                                                     | UK33 (5 Wo.)UK                                                                     | —                                                                                  |
| 2021/22   | DE27 (5 Wo.)DE                                                                     | AT25 (4 Wo.)AT                                                                     | CH46 (3 Wo.)CH                                                                     | UK53 (5 Wo.)UK                                                                     | —                                                                                  |
| 2022/23   | DE26 (5 Wo.)DE                                                                     | AT25 (4 Wo.)AT                                                                     | CH40 (3 Wo.)CH                                                                     | UK36 (4 Wo.)UK                                                                     | —                                                                                  |
| 2023/24   | DE24 (5 Wo.)DE                                                                     | AT25 (4 Wo.)AT                                                                     | CH35 (4 Wo.)CH                                                                     | UK36 (5 Wo.)UK                                                                     | —                                                                                  |
| 2024/25   | DE24 (4 Wo.)DE                                                                     | AT25 (4 Wo.)AT                                                                     | CH35 (2 Wo.)CH                                                                     | UK43 (4 Wo.)UK                                                                     | —                                                                                  |
| Insgesamt | DE24 (35 Wo.)DE                                                                    | AT17 (34 Wo.)AT                                                                    | CH10 (23 Wo.)CH                                                                    | UK13 (52 Wo.)UK                                                                    | US25 (3 Wo.)US                                                                     |

### Auszeichnungen für Musikverkäufe
| Land/Region                  | Auszeichnungen für Musikverkäufe (Land/Region, Auszeichnung, Verkäufe) | Verkäufe  |
| ---------------------------- | ---------------------------------------------------------------------- | --------- |
| Australien (ARIA)            | Platin                                                                 | 70.000    |
| Dänemark (IFPI)              | Platin                                                                 | 90.000    |
| Deutschland (BVMI)           | Platin                                                                 | 300.000   |
| Italien (FIMI)               | Platin                                                                 | 70.000    |
| Vereinigtes Königreich (BPI) | 2× Platin                                                              | 1.200.000 |
| Insgesamt                    | 6× Platin ·                                                            | 1.730.000 |

Hauptartikel: Coldplay/Auszeichnungen für Musikverkäufe